# تومي غرير
تومي غرير (بالإنجليزية: Tommy Greer)‏ مواليد 29 ديسمبر 1983، هو لاعب كرة سلة أسترالي سابق بدأ مسيرته الاحترافية في سنة 2005.